# S.T.A.L.K.E.R. 2: Heart of Chornobyl
S.T.A.L.K.E.R. 2: Heart of Chornobyl es un videojuego de disparos en primera persona y survival horror de 2024 desarrollado y publicado por GSC Game World. Es el cuarto videojuego principal de la serie de videojuegos S.T.A.L.K.E.R., así como el primer videojuego de la serie en 15 años desde el lanzamiento de Call of Pripyat en 2009.
Fue inicialmente anunciado tras el lanzamiento de Call of Pripyat. S.T.A.L.K.E.R. 2 estaba previsto para salir en 2012, pero finalmente fue cancelado en el año de su lanzamiento previsto. El videojuego resurgió años después, en 2018, con el desarrollo reiniciado y potenciado por Unreal Engine 5. Estaba previsto que se lanzara para Windows y Xbox Series X/S el 8 de diciembre de 2022, pero debido a la invasión rusa de Ucrania, el desarrollo del videojuego se suspendió.
Tras varios retrasos, S.T.A.L.K.E.R. 2: Heart of Chornobyl se lanzó el 20 de noviembre de 2024. Recibió reseñas mixtas a positivas de los críticos y vendió un millón de copias en dos días desde su lanzamiento.

## Desarrollo

### Desarrollo inicial
S.T.A.L.K.E.R. 2 fue anunciado inicialmente en 2010, con una fecha de lanzamiento prevista para 2012. Sergiy Grygorovych, CEO de GSC Game World, declaró: «Después de que las ventas oficiales de la serie superaran los 4 millones de copias en todo el mundo, no nos quedó ninguna duda de que debíamos comenzar a crear un nuevo gran juego en el universo de S.T.A.L.K.E.R. Este será el próximo capítulo del juego megapopular que los jugadores esperan de nosotros». El desarrollo del videojuego fue ambicioso; se afirmó que el videojuego contaría con un motor multiplataforma completamente nuevo, hecho desde cero para adaptarse a S.T.A.L.K.E.R. 2.
Numerosos despidos y la disminución general de personal durante el desarrollo del videojuego redujeron el número de empleados de GSC en un 75%. Dos años después, Grygorovych anunció la cesación inmediata de todo desarrollo debido a «razones personales», probablemente como resultado de dificultades financieras. GSC Game World se disolvió oficialmente el 9 de diciembre de 2011. La cuenta oficial de Twitter publicó: «Haremos todo lo posible por continuar. Sin embargo, en este momento, nada es seguro». Después de varios meses de incertidumbre, se publicó una actualización en la que se anunciaba que el desarrollo continuaría después de las vacaciones, aunque requeriría financiación. Sin embargo, la cancelación de esta versión de S.T.A.L.K.E.R. 2 fue anunciada formalmente en abril de 2012 en la página de Facebook de la empresa, y se afirmó oficialmente que fue resultado de una disputa entre los inversores, el personal y el propietario original de los derechos de la propiedad intelectual.

### Reinicio del desarrollo
Tras años de inactividad, GSC Game World se reformó oficialmente en diciembre de 2014 para desarrollar Cossacks 3. Cuatro años después, en la página de Facebook de dicho videojuego, se anunció el desarrollo de un nuevo S.T.A.L.K.E.R. 2, enlazando al sitio web del videojuego. Más tarde se reveló que el videojuego se desarrollaría utilizando Unreal Engine 4. Esta versión de S.T.A.L.K.E.R. 2 se anunció excepcionalmente temprano en el desarrollo, y aún se encontraba en la «fase de documentación de diseño». Grygorovych declaró más tarde en un podcast que la intención del anuncio del proyecto en 2018 era en gran medida generar entusiasmo, con el fin de llegar a un acuerdo de publicación en la E3 2018.
Se dio poca información sobre el proyecto hasta la E3 2021, donde se mostró un tráiler completo del videojuego en la conferencia de prensa de Microsoft/Bethesda. La fecha de lanzamiento se reprogramó para el 28 de abril de 2022. En agosto de 2021, los desarrolladores revelaron que el videojuego se actualizó a Unreal Engine 5.

### Invasión rusa de Ucrania
Cerca del inicio de la invasión rusa a Ucrania, GSC, con sede en Kiev, publicó un video en su cuenta de YouTube solicitando ayuda financiera para las Fuerzas Armadas de Ucrania. Declararon que el estallido de la guerra y la necesidad de proteger a los empleados de GSC habían llevado a pausar indefinidamente el desarrollo del videojuego. Esto fue seguido por una publicación en Twitter que enlazaba a una cuenta para donar al ejército ucraniano y afirmaba: «A través del dolor, la muerte, la guerra, el miedo y la crueldad inhumana, Ucrania perseverará. Como siempre lo ha hecho». El 14 de marzo de 2022, se cambió el subtítulo del juego a Heart of Chornobyl, reflejando la romanización ucraniana nativa en lugar de la forma rusa. El 14 de junio de 2022, GSC declaró en un diario de desarrollo que, a pesar de que algunos miembros del equipo tuvieron que huir de sus hogares o unirse a las Fuerzas Armadas de Ucrania, el desarrollo del videojuego continuaba. El doblaje ruso en el videojuego también fue eliminado durante el desarrollo, dejando solo inglés y ucraniano.
En marzo de 2023, GSC informó que habían estado soportando ciberataques constantes durante más de un año y anticiparon posibles filtraciones en el futuro. En junio de 2023, GSC anunció que los hackers habían filtrado una versión de prueba interna al público.
En mayo de 2022, el equipo de desarrollo declaró en su servidor oficial de Discord que el proceso de desarrollo continuaba y que el videojuego estaba programado para lanzarse a principios de 2024. Se retrasó nuevamente, para pulirlo más, con una fecha de lanzamiento del 5 de septiembre de 2024. Se retrasó por última vez en julio de 2024.

## Lanzamiento
Se anunció que el videojuego estaría disponible en Xbox Game Pass desde su lanzamiento. Además, el videojuego se lanzó como una versión exclusiva de Microsoft y solo se lanzó en Microsoft Windows y Xbox Series X/S. Sin embargo, esta exclusividad solo durará tres meses después de su lanzamiento, como lo demuestran documentos filtrados en el caso Epic Games contra Apple.

## Recepción

### Recepción crítica
S.T.A.L.K.E.R. 2: Heart of Chornobyl recibió reseñas «mixtas o promedio» de los críticos para la versión para PC, mientras que la versión para Xbox Series X/S recibió reseñas «generalmente favorables», según el sitio web del agregador de reseñas Metacritic. El videojuego estuvo sujeto a numerosos problemas técnicos; tras el lanzamiento del videojuego, GSC Game World anunció en un comunicado que se comprometían a solucionar los problemas.

### Ventas
S.T.A.L.K.E.R. 2: Heart of Chornobyl vendió un millón de copias en las 48 horas siguientes a su lanzamiento.